# Gerhard Kerscher
Gerhard Kerscher (* 10. Mai 1916 in Halle an der Saale; † 17. Juni 1998 in Troisdorf) war ein deutscher Offizier, zuletzt Generalmajor der Luftwaffe der Bundeswehr.

## Leben
Kerscherwurde als Sohn eines Reichsbahn-Rangierers geboren, der 1922 im Dienst tödlich verunglückte. Sein Stiefvater war der Polizeiwachtmeister Martin Kmoch.
1935 trat er in die Wehrmacht ein und war während des Zweiten Weltkriegs als Pilot von Transportmaschinen eingesetzt, bevor er in den Generalstab der Luftwaffe der Wehrmacht wechselte.
Nach dem Zweiten Weltkrieg und auch später während seiner aktiven Zeit in der Bundeswehr betrieb Kerscher eine Baustoffhandlung.
1957 trat Kerscher in die Bundeswehr ein. Von 1958 bis 1959 absolvierte er den 2. Generalstabslehrgang Luftwaffe an der Führungsakademie der Bundeswehr in Hamburg, wo er zum Offizier im Generalstabsdienst ausgebildet wurde. 
In der Luftwaffe der Bundeswehr war Kerscher von April 1967 bis 1972 Stabsabteilungsleiter im Führungsstab der Luftwaffe und anschließend bis September 1976 Chef des Führungsstabs der Luftwaffe und später stellvertretender Inspekteur der Luftwaffe.
Nach seiner Versetzung in den Ruhestand mit Ablauf des September 1975 war er selbständiger Baustoffhändler und Geschäftsführer der Huth + Richter GmbH in Berlin.
Kerscher war zeitweise Präsident des Freundeskreises Luftwaffe e. V. und Vizepräsident des „Club der Luftfahrt von Deutschland e. V.“
1976 wurde er, nachdem er 1972 bereits das Verdienstkreuz 1. Klasse erhalten hatte, mit dem Großen Verdienstkreuz des Verdienstordens der Bundesrepublik Deutschland ausgezeichnet.
Kerscher war verheiratet und hatte ein Kind.